# پوکن
پوکن (به اسپانیایی: Pucón) یک شهرستان در شیلی است که در استان کاتین واقع شده‌است. پوکن ۱٬۲۴۸٫۵ کیلومتر مربع مساحت و ۲۲٬۰۸۱ نفر جمعیت دارد و ۲۲۷ متر بالاتر از سطح دریا واقع شده‌است.